# Ancylotropus
Ancylotropus is een geslacht van vliesvleugeligen uit de familie Eucharitidae. De wetenschappelijke naam van dit geslacht is voor het eerst geldig gepubliceerd in 1909 door Cameron.

## Soorten
Het geslacht Ancylotropus omvat de volgende soorten:
- Ancylotropus cariniscutis Cameron, 1909
- Ancylotropus ivondroi (Risbec, 1952)
- Ancylotropus keralensis Girish Kumar & Narendran, 2008
- Ancylotropus manipurensis (Clausen, 1928)
- Ancylotropus montanus (Girault, 1928)
- Ancylotropus seyrigi (Risbec, 1952)